# 大久保古墳群
大久保古墳群（おおくぼこふんぐん）は、埼玉県さいたま市桜区大久保から同区白鍬にかけて分布する古墳群である。一部の古墳は市指定史跡に指定され、県選定重要遺跡に選定されている。大久保地区のものを大久保支群、白鍬地区のものを白鍬支群と呼ぶこともある。また、白鍬地区を分離し単独で白鍬古墳群と呼ぶこともある。

## 概要
当古墳群を構成する古墳の墳形は円墳である。ただし、主墳の塚山古墳は前方後円墳、または前方後方墳である。埼玉大学移転工事のために発見されたものも多く、現在は壊されて消滅してしまった古墳もある。旧入間川流路沿い（現在は鴨川が流れている）に点在する古墳群のひとつであり、上流側には側ヶ谷戸古墳群、下流側には土合古墳群がある。

## 主な古墳
- 白鍬1号墳 さいたま市桜区白鍬字仲道 消滅
- 白鍬2号墳 さいたま市桜区白鍬字仲道 消滅
- 白鍬5号墳 さいたま市桜区白鍬字仲道
- かね山古墳 さいたま市桜区白鍬字仲道 - 市指定史跡[2]
- 権現塚古墳 さいたま市桜区白鍬 - 市指定史跡
- 遊び塚古墳 さいたま市桜区白鍬字宮腰
- 白鍬塚山古墳 さいたま市桜区白鍬字宮腰 - 市指定史跡
- 白鍬宮腰1号古墳 さいたま市桜区白鍬字宮腰 消滅
- 白鍬宮腰2号古墳 さいたま市桜区白鍬字宮腰 消滅
- 白鍬宮腰1号周溝墓 さいたま市桜区白鍬字宮腰 消滅
- 白鍬遺跡1号墳墓 さいたま市桜区白鍬字仲道 消滅
- 白鍬宮腰遺跡1号古墳 さいたま市桜区白鍬字仲道 消滅
- 白鍬宮腰遺跡2号古墳 さいたま市桜区白鍬字仲道 消滅
- 白鍬宮腰遺跡3号古墳 さいたま市桜区白鍬字仲道 消滅
- 白鍬宮腰遺跡4号古墳 さいたま市桜区白鍬字仲道 消滅
- 白鍬宮腰遺跡5号古墳 さいたま市桜区白鍬字仲道 消滅
- 白鍬宮腰遺跡6号古墳 さいたま市桜区白鍬字仲道 消滅
- 白鍬宮腰遺跡7号古墳 さいたま市桜区白鍬字仲道 消滅
- 苗塚古墳 さいたま市中央区八王子3丁目 消滅
- 神明寺古墳 さいたま市桜区塚本246 - 市指定史跡
- 塚山古墳 さいたま市桜区塚本105 - 市指定史跡[1]
- 大久保3号墳 さいたま市桜区五関字中島
- 大久保4号墳 さいたま市桜区五関字中島もしくは塚本
- 埼大構内本村古墳 さいたま市桜区下大久保255 現在大学校舎となっており消滅
- 下大久保本村古墳 さいたま市桜区下大久保字本村
- 天神山古墳 さいたま市桜区大久保字天神
- 観音塚古墳 さいたま市桜区大久保字観音塚 民家敷地内に現存
- 庚申塚古墳 さいたま市桜区上大久保字堤根
- 金剛塚古墳 さいたま市桜区下大久保字新田
- 西金剛塚古墳 さいたま市桜区下大久保字新田
- 山王塚古墳 さいたま市桜区大久保領家
- 船塚古墳 さいたま市桜区下大久保字本村
- 外東1号墳 さいたま市桜区下大久保字外東 調整池となっており消滅
- 堤防下古墳 さいたま市桜区下大久保字外東
- 神田古墳 さいたま市桜区神田
- 御嶽山古墳 さいたま市桜区白鍬

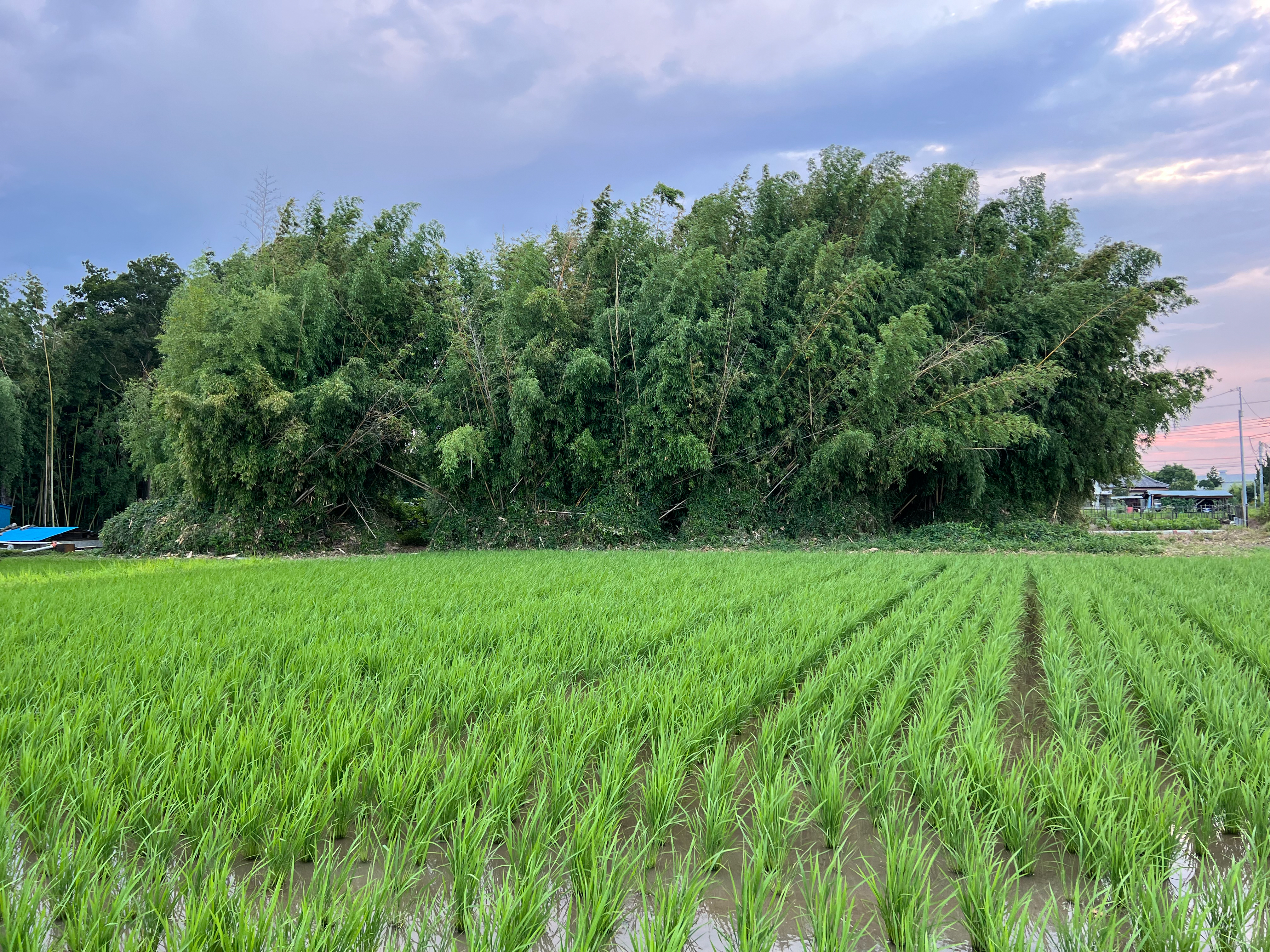
塚山古墳
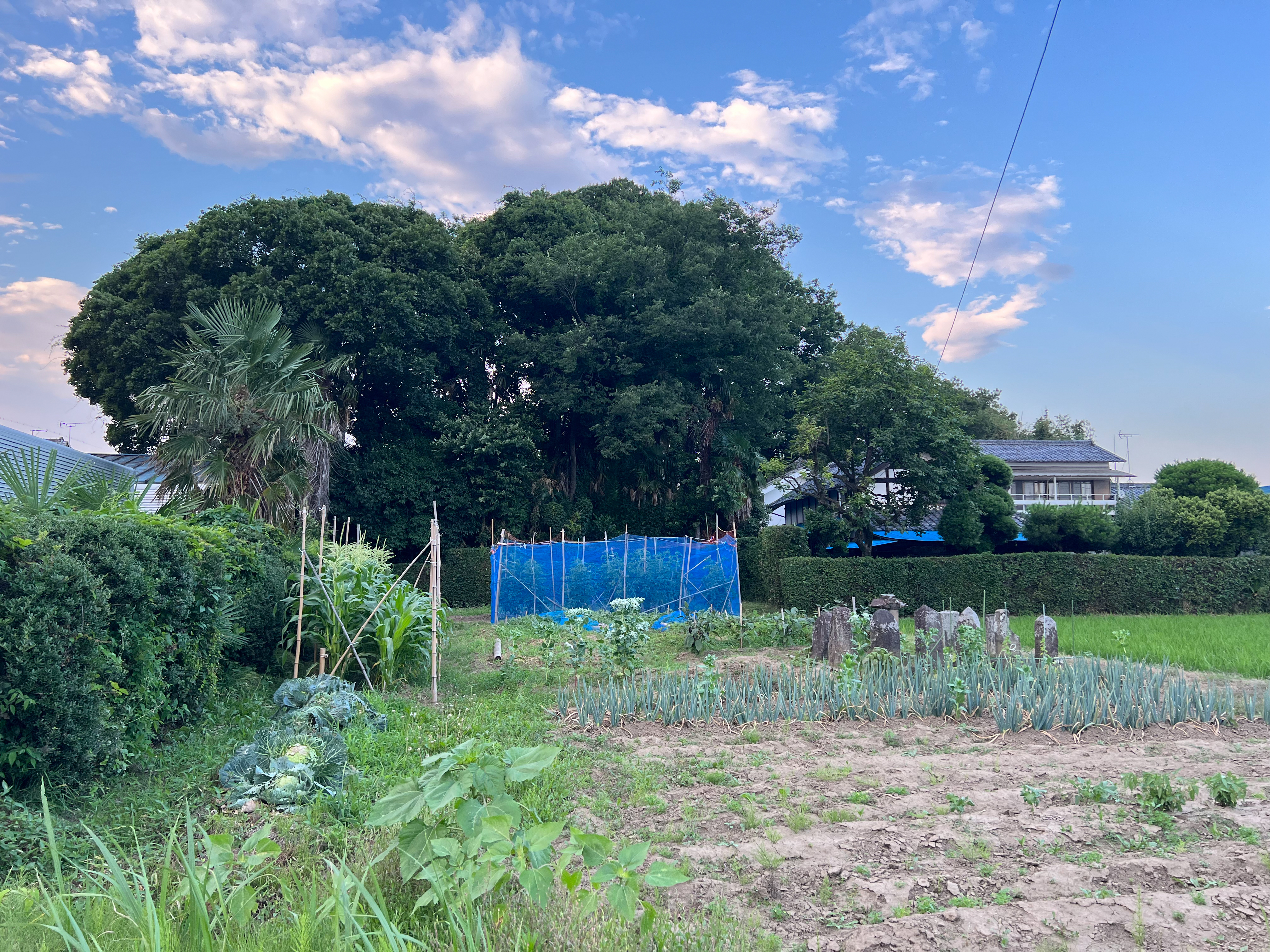
神明寺古墳